# Siquisique (Venezuela)
Siquisique est le chef-lieu de la municipalité d'Urdaneta dans l'État de Lara au Venezuela. La ville est située à environ 150 kilomètres de Barquisimeto, la capitale de l'État.

## Histoire
Elle a été fondée en 1534.